# Pseudodiaptomus nihonkaiensis
Pseudodiaptomus nihonkaiensis is een eenoogkreeftjessoort uit de familie van de Pseudodiaptomidae. De wetenschappelijke naam van de soort is voor het eerst geldig gepubliceerd in 1983 door Hirakawa.